# 9 PM (Till I Come)
9 PM (Till I Come) is een nummer van de Duitse dj ATB uit 1998. Het is de eerste single van zijn debuutalbum Movin' Melodies.
Toen ATB aan zijn vriendin zijn pas afgebouwde studio demonstreerde, begon hij te spelen met het melodietje van het nummer. Zijn vriendin vergat hij helemaal en om 9 uur precies was het nummer voltooid. "9 PM (Till I Come)" werd vooral in Europa, Canada en Oceanië een grote hit. In Duitsland haalde het nummer de 14e positie. In de Nederlandse Top 40 haalde het de 11e positie en werd Dancesmash op Radio 538, en in Vlaanderen haalde het de 5e positie in de Tipparade.

## Tracklist
| 1 |  | 9 PM (Till I Come) (Radio Airplay Edit)        | 3:14 |
| 2 |  | 9 PM (Till I Come) (Club Mix)                  | 5:25 |
| 3 |  | 9 PM (Till I Come) (9 PM Mix)                  | 6:07 |
| 4 |  | 9 PM (Till I Come) (Sequential One Remix)      | 6:09 |
| 5 |  | 9 PM (Till I Come) (Gary D. Remix)             | 7:29 |
| 6 |  | 9 PM (Till I Come) (Spacekid Remix)            | 6:40 |
| 7 |  | 9 PM (Till I Come) (Signum Mix)                | 7:33 |
| 8 |  | 9 PM (Till I Come) (Sequential One 1999 Remix) | 6:24 |
| 9 |  | 9 PM (Till I Come) (Sequential One Radio Edit) | 2:41 |